# Poromya sansibarica
Poromya sansibarica is een tweekleppigensoort uit de familie van de Poromyidae. De wetenschappelijke naam van de soort is voor het eerst geldig gepubliceerd in 1931 door Thiele & Jaeckel.